# Zrzávka
Zrzávka (číslo hydrologického pořadí 2-01-01-070) je vodní tok v Moravskoslezském kraji na severovýchodě České republiky. Pramení ve výšce 625 m n. m. na severním svahu Trojačky a po 9,3 kilometru dlouhém toku se v nadmořské výšce 280 metrů v Novém Jičíně levostranně vlévá do Jičínky. Celková plocha povodí Zrzávky činí 32,8 kilometru čtverečního a v místě ústí činí průměrný průtok 0,36 kubických metrů za sekundu.
Po celé délce svého toku je označována za pstruhovou vodu.